# Coudehard
Coudehard település Franciaországban, Orne megyében. Lakosainak száma 78 fő (2022. január 1.). Coudehard Les Champeaux, Camembert, Champosoult, Mont-Ormel, Neauphe-sur-Dive, Saint-Lambert-sur-Dive és Gouffern en Auge községekkel határos.

## Népesség
A település népességének változása:
| Lakosok száma | 88   | 83   | 80   | 78   | 76   | 75   | 76   | 77   | 78   |
|               | 2013 | 2015 | 2016 | 2017 | 2018 | 2019 | 2020 | 2021 | 2022 |